# ヘラクレス・アンド・ラヴ・アフェア
ヘラクレス・アンド・ラヴ・アフェア (Hercules and Love Affair、ハーキュリーズ・アンド・ラヴ・アフェア) は、アメリカ合衆国のDJ アンディー・バトラー（Andy Butler）による音楽プロジェクト。パフォーマーやミュージシャンで構成された流動的なバンドで、ハウス、ディスコ、ニューディスコ、テクノ、ダンス・パンクなどを演奏している。
元々はニューヨークのアンダーグラウンドなゲイ・ハウス・シーンを根城に活動していたが、現在はベルギーのヘントを拠点に活動している。アンディ・バトラーがAnohniとコラボしたヒットシングル「Blind」をプロデュースしたことがきっかけでヘラクレス・アンド・ラヴ・アフェアとしての活動を始めた。

## 来歴

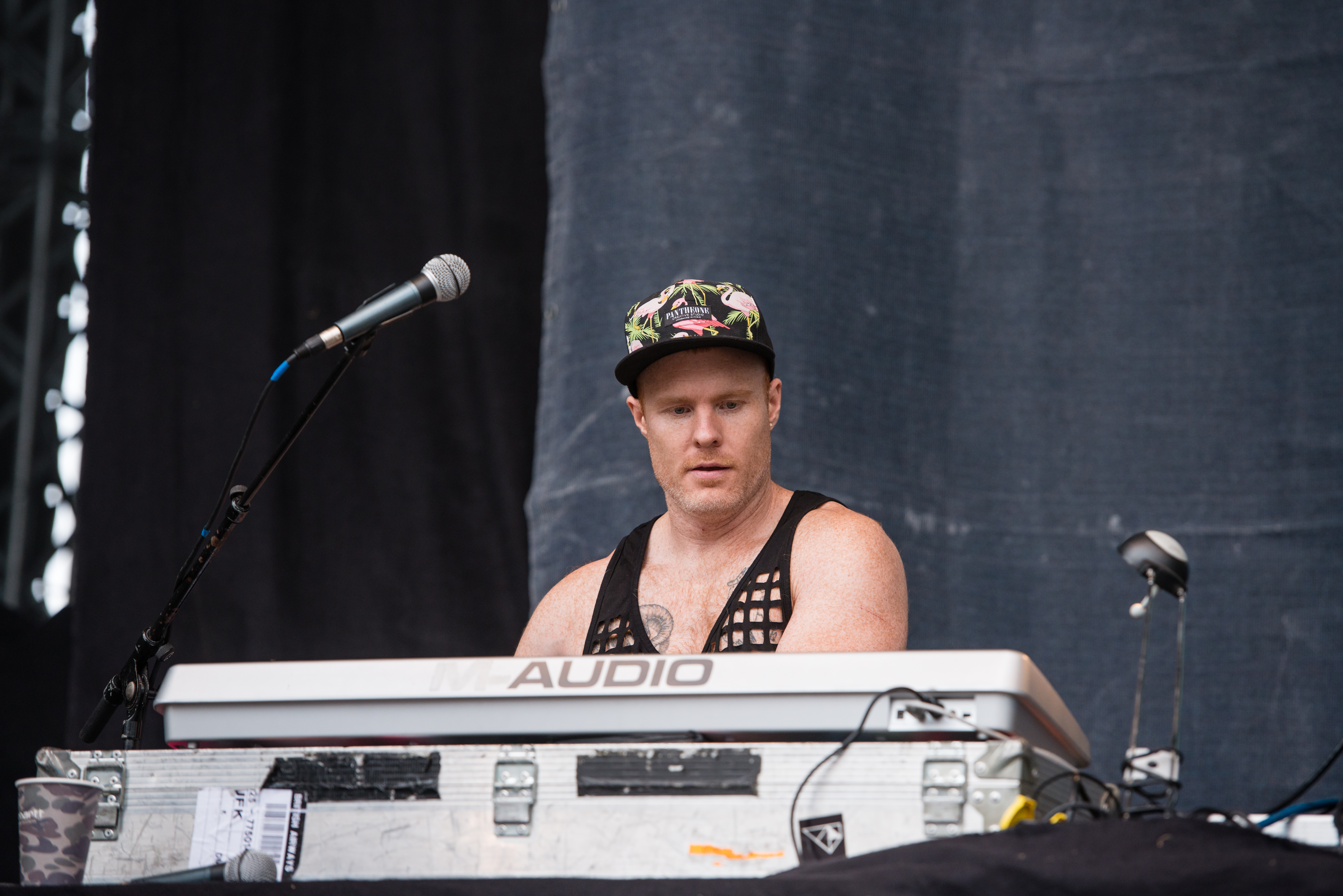
ライブでのアンディー・バトラー（2014年）

アンディー・バトラー（Andy Butler）ことアンドリュー・バトラー（Andrew Butler）はコロラド州デンバーで生まれ育った。音楽に興味を持った彼はピアノを弾き、13歳からクラシックの曲を作曲し始めた。アンディー・バトラーはYazooというバンドのレコードを購入したことをきっかけにダンスミュージックに傾倒するようになる。15歳で初めてDJセットを披露し、ナイトクラブに通うようになる。アンディーは「ナイトクラブでは、自分を表現したり、家のように厳しく裁かれたりしない自由がたくさんあったんだ。僕はゲイであり、ある種の葛藤を抱えて育ってきたからこそ、僕には語るべき物語があるんだ」と述べている。
1990年代後半、バトラーはサラ・ローレンス大学に通うためにニューヨークに移り住んだ。そこでミュージシャンのアノーニ（当時は彼女の生名であるアントニー・ヘガティで活動していた）と親交を深め、2004年にバトラーが書いた「Blind」というタイトルの曲で彼女にヴォーカルを依頼した。
2007年、アノーニ（Anohni）がアントニー・アンド・ザ・ジョンソンズでマーキュリー賞を受賞した後、バトラーは「Blind」のデモを聞かせ、リリースすることに合意した。 バトラーはHercules and Love Affair名義でリリースすることにしたが、これは彼のグレコローマン神話への関心を反映したもので、HerculesとHylasとの「愛の情事」に言及しているからであった。バトラーは「ヘラクレスはボーイフレンドを探して島に滞在しました。地球上で最も強い男が、最も傷つきやすい時に失くした愛を探しているのです。強い男は強い感情を持つことができます。そして、彼らはその感情を経験し、痛みを経験し、痛みを表現し、ゲイであることができるのです」と述べている。2008年、DFA Recordsからシングル「Blind」がリリースされ、批評家から絶賛された。音楽メディアのピッチフォークメディアは年間ベストトラックに選んだ。

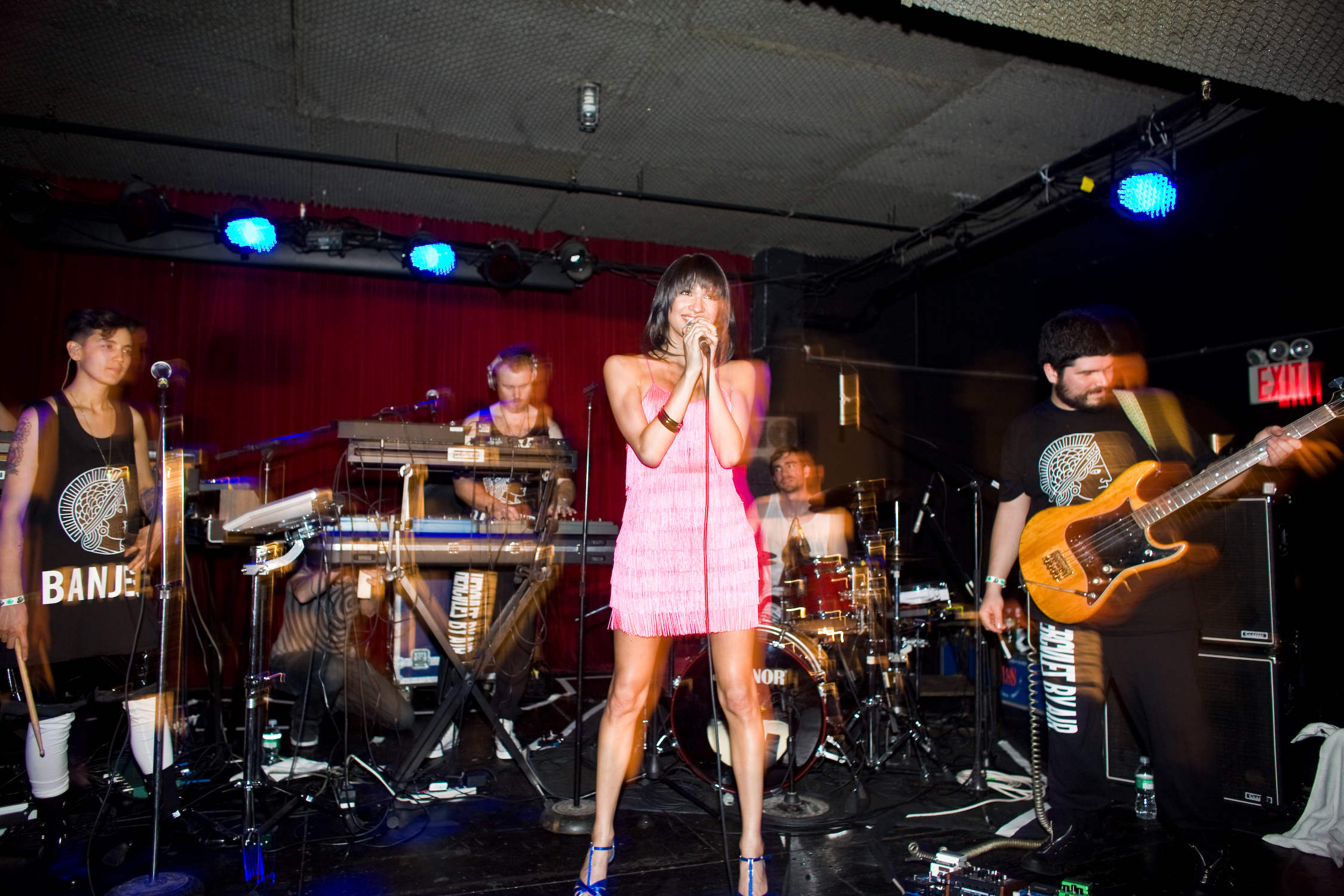
ライブでのヘラクレス・アンド・ラヴ・アフェア（2008年）

アンディー・バトラーはヘラクレス・アンド・ラヴ・アフェアを継続的な音楽プロジェクトにすることを決意し、パフォーマーやミュージシャンによる楽曲をリリースすることを表明した。2008年3月にデビューアルバム『Hercules and Love Affair』をリリースする。2008年5月17日、ニューヨーク・ブルックリンのスタジオBでのライブを皮切りに、欧米ツアーを行った。2010年にはロンドンのLovebox Festivalに出演した際にはヴォーグの取材を受けた。1年間のツアーを経て、バトラーはレコード会社と別れ、故郷のデンバーに戻ってきた。
2011年、モシモシ・レコーズから2ndアルバム『Blue Songs』をリリースした。メイン・ボーカルにショーン・ライト（Shaun Wright）とアエレーア・ネグロ（Aerea Negrot）を迎えた。楽曲「Step Up」には、Bloc Partyのケリー・オケレケがゲスト・ヴォーカルとして参加している。バンドの成功のストレスとプレッシャーの結果、バトラーはドラッグを多用するようになり、麻薬を断つためにニューヨークからオーストリアのウィーンに移住した。
2012年8月、ロンドンのサウスバンクセンターで開催されたMeltdown Festival（アノーニがキュレーションを担当）に出演した。「Blind」のパフォーマンスではアノーニがヴォーカルとして参加し、ライブでの初共演となった。
2014年5月、3作目のアルバム『The Feast of the Broken Heart』がモシモシ・レコーズからリリースされた。このアルバムについてバトラーは「意地悪なベースライン、嵐のように荒々しく、血走ったような目をしたサウンド、燃えるように荒々しく、タフでボロボロのオールドスクールハウスのプロダクションで、テクノのようなサウンドが欲しかった」と述べている。
2017年2月、The Horrorsのファリス・バドワンをフィーチャーしたシングル「Controller」をリリースした。9月1日にアトランティック・レコードから4作目のアルバム『Omnion』をリリースした。タイトル・トラックにはSharon Van Ettenが参加した。

## メンバー
現メンバー 
- Andy Butler
- Rouge Mary
- Gustaph

 旧メンバー 
- DJ Whitney Fierce
- Kim Ann Foxman
- Mark Pistel
- Aérea Negrot
- Shaun Wright
- Nomi Ruiz
- Anohni
- Morgan Wiley
- Andrew Raposo
- Jason Disu
- Carter Yasutake
- Guy Licata

## ディスコグラフィ
アルバム 
- Hercules and Love Affair (2008, DFA Records)
- Blue Songs (2011, Moshi Moshi)
- The Feast of the Broken Heart (2014, Moshi Moshi)
- Omnion (2017, Atlantic Records)

 DJミックス 
- Sidetracked (2009, Renaissance Recordings)
- DJ-Kicks (2012, !K7 Records)